# São Geraldo (kommun i Brasilien)
São Geraldo är en kommun i Brasilien.   Den ligger i delstaten Minas Gerais, i den sydöstra delen av landet, 800 km sydost om huvudstaden Brasília. Antalet invånare är 10 246.
Omgivningarna runt São Geraldo är huvudsakligen savann. Runt São Geraldo är det ganska glesbefolkat, med 38 invånare per kvadratkilometer.